# Gudula von Brüssel

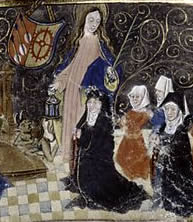
Heilige Gudula, 1494

Gudula von Brüssel (auch von Moorsel und von Eibingen); lateinisch Gudila (später auch Gudula), niederländisch Goedele, auch Goele, französisch Gudule; * vermutlich in Moorsel bei Aalst; † 8. Januar zwischen 680 und 714 in Hamme bei Merchtem ist eine der Nationalheiligen von Belgien und Patronin der Stadt Brüssel.
Gudula war eine Reklusin und ist eine Heilige der katholischen Kirche. Ihr Haupt wird als Reliquie im Eibinger Reliquienschatz in der Pfarrkirche St. Hildegard und St. Johannes d. T. in Eibingen (Deutschland, Hessen, Rheingau) aufbewahrt und verehrt.

## Leben

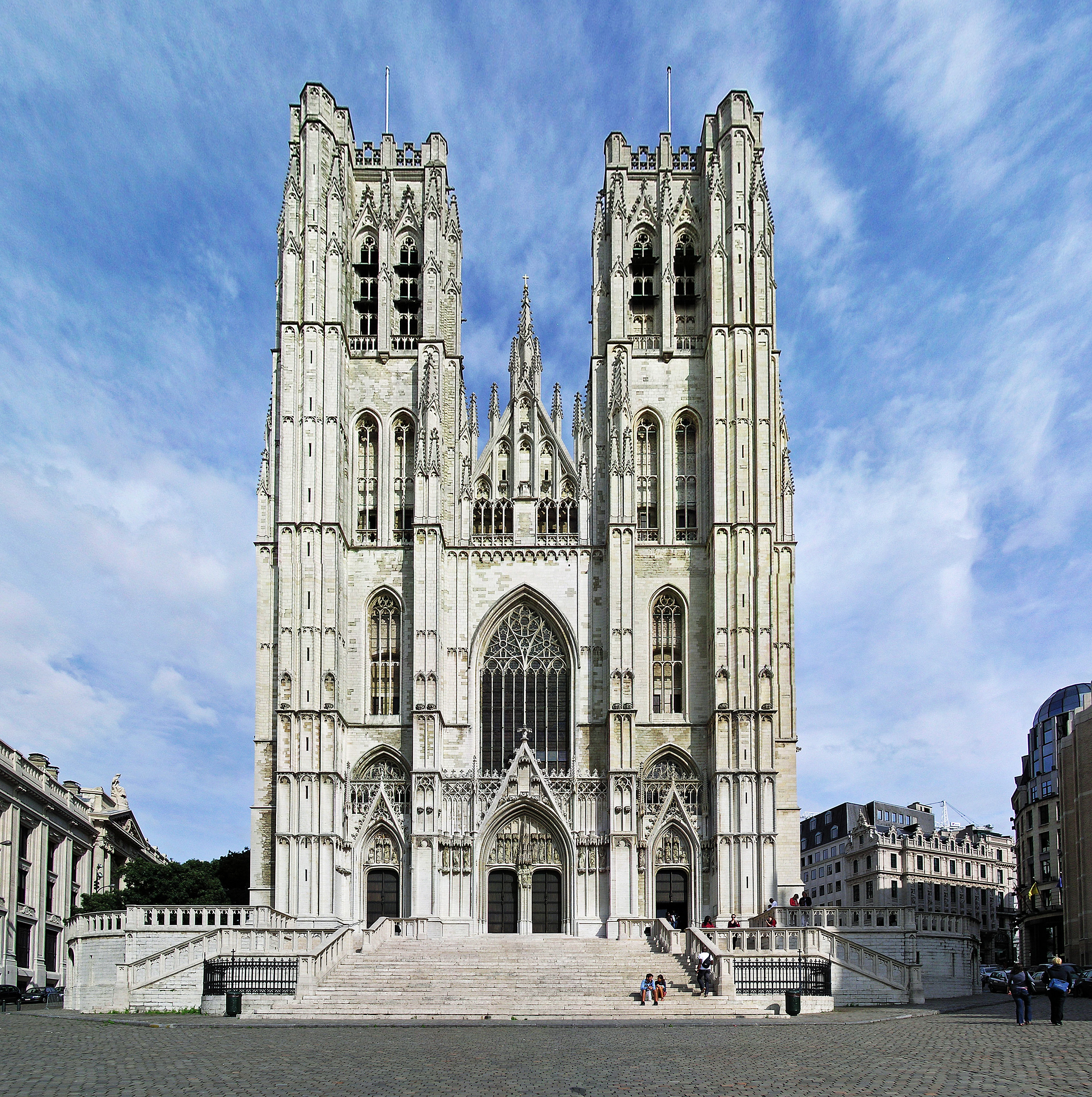
Kathedrale St. Michael und St. Gudula, Brüssel

Laut der Vita Gudilae (wahrscheinlich geschrieben durch Onulf von Hautmont, zwischen 1048 und 1051) entstammte Gudula einer vornehmen Familie aus Lothringen. Ihre Mutter war die heilige Amalberga von Maubeuge, ihr Vater Witger, Herzog von Lothringen und Gaugraf von Brabant. Ihr Bruder war der heilige Emebertus  (Ablebertus) von Cambrai, Bischof von Cambrai-Arras († Anfang des 8. Jhd.) und ihre Schwester die heilige Reinildis von Saintes.
Sie wurde von ihrer Patin, der heiligen Gertrud von Nivelles, im Kloster Nivelles erzogen und führte ein von strenger Buße geprägtes Leben. Ihre selbst gebaute Zelle in Hamme bei Merchtem war zeitlebens der Ort ihrer christlichen Besinnung. Nach ihrem Tod um 712 wurde sie zunächst vor der Kirchentür zu Hamme begraben, während später ihre Reliquien nach Moorsel verbracht wurden.
Zwischen 977 und 988 ließ der Herzog von Niederlothringen, Karl von Frankreich, ihre Gebeine nach Brüssel in die Sankt Gaugerichkirche bringen. Lambert II. genannt Balderich, Graf von Löwen, ließ die Gebeine 1047 in die Michaelskirche übertragen (die spätere Hauptkirche der Stadt Brüssel), wo er auch ein Stiftskapitel der hl. Gudula gründete.
Bereits Ende des 12. Jahrhunderts bekam Hildegard von Bingen die wichtige Haupt-Reliquie der heiligen Gudula von ihren Freunden aus Brabant geschenkt. Das Haupt der Heiligen befindet sich heute als Teil des Eibinger Reliquienschatzes in dem ehemaligen Hildegardiskloster bzw. der heutigen Pfarrkirche Sankt Hildegard und St. Johannes d. T. in Rüdesheim-Eibingen im Rheingau (Deutschland).
Später wurde an Stelle der Brüsseler Michaelskirche eine gotische Kathedrale erbaut, die heute noch als Sankt Michael und Gudula Kathedrale beiden Heiligen geweiht ist. Am 6. Juni 1579 im Achtzigjährigen Krieg zerstörten Geusen den Schrein, der Gudulas Reliquien enthielt.

## Legende
Von Gudula wird das „Laternenwunder“ erzählt. Auf dem Weg zur Kirche blies der Teufel die Laterne aus. Sie sollte sich verirren. Ein Engel aber zündete die Laterne immer wieder an.

## Wissenschaftliche Untersuchungen
An der Johannes Gutenberg-Universität Mainz wurde eine wissenschaftlich Untersuchung zur Echtheit der Gudula-Reliquien vorgenommen: In das Haupt der Hl. Gudula aus dem Eibinger Reliquienschatz wurden vom Zahnspezialisten Peter Riethe die jahrhundertealten belgischen Zähne aus den Überresten der kalvinistischen Zerstörung eingepasst. Das Ergebnis war eindeutig: Die belgischen Zähne passten zum Haupt aus dem Eibinger Reliquienschatz. Damit war bewiesen, dass das seit dem 12. Jh. getrennte Haupt aus dem Eibinger Reliquienschatz und die Überreste aus belgischem Besitz zusammenpassten.

## Brauchtum und Verehrung
Der Gedenktag der heiligen Gudula ist in Brüssel der 8. Januar. Im Bistum Gent, in dem Moorsel liegt, wird ihr Gedenktag am 19. Januar gefeiert.
Da Gudula im Bistum Limburg keinen offiziellen Gedenktag besitzt, wird der Hauptreliquie der Heiligen am 17. September, dem Gedenktag der heiligen Hildegard von Bingen, in Eibingen besondere Beachtung geschenkt.
Die einzige in Deutschland der heiligen Gudula geweihte Kirche befindet sich im westlichen Münsterland in Rhede.